# Xã Blair, Quận Blair, Pennsylvania
Xã Blair (tiếng Anh: Blair Township) là một xã thuộc quận Blair, tiểu bang Pennsylvania, Hoa Kỳ. Năm 2010, dân số của xã này là 4.494 người.